# Bundestagswahlkreis Lüchow-Dannenberg – Lüneburg
Der Bundestagswahlkreis Lüchow-Dannenberg – Lüneburg (Wahlkreis 37) ist ein Wahlkreis in Niedersachsen und umfasst den Landkreis Lüchow-Dannenberg und den Landkreis Lüneburg. Die Abgrenzung des Wahlkreises ist in der Vergangenheit mehrfach geändert worden.

## Wahlkreisgeschichte
| Wahl      | Wahlkreisname                   | Gebiet |
| --------- | ------------------------------- | --- |
| 1949      | 13 Lüneburg – Dannenberg        | Stadt Lüneburg, Landkreis Lüneburg, Landkreis Lüchow-Dannenberg |
| 1953–1961 | 35 Lüneburg – Dannenberg        | Stadt Lüneburg, Landkreis Lüneburg, Landkreis Lüchow-Dannenberg |
| 1965–1976 | 31 Lüneburg – Lüchow-Dannenberg | Stadt Lüneburg, Landkreis Lüneburg, Landkreis Lüchow-Dannenberg, Landkreis Uelzen ohne die Stadt Uelzen und die Samtgemeinden Altes Amt Ebstorf und Suderburg                        |
| 1980–1998 | 31 Lüneburg – Lüchow-Dannenberg | Landkreis Lüneburg, Landkreis Lüchow-Dannenberg |
| 2002–2005 | 37 Lüchow-Dannenberg – Lüneburg | Landkreis Lüneburg, Landkreis Lüchow-Dannenberg, vom Landkreis Harburg die Samtgemeinden Elbmarsch, Hanstedt und Salzhausen, vom Landkreis Soltau-Fallingbostel die Gemeinde Munster |
| 2009      | 38 Lüchow-Dannenberg – Lüneburg | Landkreis Lüneburg, Landkreis Lüchow-Dannenberg |
| 2013      | 37 Lüchow-Dannenberg – Lüneburg | Landkreis Lüneburg, Landkreis Lüchow-Dannenberg |

Die ehemals kreisfreie Stadt Lüneburg gehört seit 1974 zum Landkreis Lüneburg.

## Wahlkreisabgeordnete
| Wahl | Abgeordneter | Abgeordneter      | Partei | Stimmen in % |
| ---- | ------------ | ----------------- | ------ | ------------ |
| 1949 |              | Friedrich Nowack  | SPD    | 31,7         |
| 1953 |              | Willi Koops       | CDU    | 25,5         |
| 1957 |              | Lambert Huys      | CDU    | 36,4         |
| 1961 | 36,0         | Lambert Huys      | CDU    |              |
| 1965 | 51,5         | Lambert Huys      | CDU    |              |
| 1969 | 49,7         | Lambert Huys      | CDU    |              |
| 1972 |              | Horst Schröder    | CDU    | 47,4         |
| 1976 | 51,2         | Horst Schröder    | CDU    |              |
| 1980 | 43,9         | Horst Schröder    | CDU    |              |
| 1983 | 49,0         | Horst Schröder    | CDU    |              |
| 1987 |              | Klaus Harries     | CDU    | 46,1         |
| 1990 | 46,5         | Klaus Harries     | CDU    |              |
| 1994 |              | Kurt-Dieter Grill | CDU    | 44,6         |
| 1998 |              | Arne Fuhrmann     | SPD    | 49,4         |
| 2002 |              | Hedi Wegener      | SPD    | 46,8         |
| 2005 | 43,8         | Hedi Wegener      | SPD    |              |
| 2009 |              | Eckhard Pols      | CDU    | 33,3         |
| 2013 | 39,8         | Eckhard Pols      | CDU    |              |
| 2017 | 33,5         | Eckhard Pols      | CDU    |              |
| 2021 |              | Jakob Blankenburg | SPD    | 28,2         |
| 2025 | 27,8         | Jakob Blankenburg | SPD    |              |

## Wahlergebnisse

### Bundestagswahl 2025
| Kandidaten                                             | Kandidaten                     | Parteien/Listen       | Erststimmen | Erststimmen | Zweitstimmen | Zweitstimmen |
| Kandidaten                                             | Kandidaten                     | Parteien/Listen       | Stimmen     | %           | Stimmen      | %            |
| ------------------------------------------------------ | ------------------------------ | --------------------- | ----------- | ----------- | ------------ | ------------ |
|                                                        | Jakob Blankenburggewählt im WK | SPD                   | 42.910      | 27,8        | 32.389       | 21,0         |
|                                                        | Marco Schulze                  | CDU                   | 40.563      | 26,3        | 37.140       | 24,1         |
|                                                        | Julia Verlinden                | Bündnis 90/Die Grünen | 25.297      | 16,4        | 25.647       | 16,6         |
|                                                        | Cornelius Grimm                | FDP                   | 3.894       | 2,5         | 5.632        | 3,6          |
|                                                        | Michael Teixeira Gonçalves     | AfD                   | 23.895      | 15,5        | 25.059       | 16,2         |
|                                                        | Marianne Esders                | Die Linke             | 10.937      | 7,1         | 15.998       | 10,4         |
|                                                        | Henning Harms                  | Freie Wähler          | 3.710       | 2,4         | 1.878        | 1,2          |
|                                                        | –                              | Tierschutzpartei      | –           | –           | 1.766        | 1,1          |
|                                                        | Dietrich Münster               | dieBasis              | 1.532       | 1,0         | 566          | 0,4          |
|                                                        | –                              | Die PARTEI            | –           | –           | 802          | 0,5          |
|                                                        | –                              | Piraten               | –           | –           | 258          | 0,2          |
|                                                        | Nico Abraham                   | Volt                  | 1.338       | 0,9         | 977          | 0,6          |
|                                                        | –                              | PdH                   | –           | –           | 88           | 0,1          |
|                                                        | –                              | MLPD                  | –           | –           | 35           | 0,0          |
|                                                        | –                              | Bündnis Deutschland   | –           | –           | 146          | 0,1          |
|                                                        | –                              | BSW                   | –           | –           | 5.962        | 3,9          |
| Gesamt                                                 | Gesamt                         | Gesamt                | 154.076     | 100         | 154.343      | 100          |
|                                                        |                                |                       |             |             |              |              |
| Ungültige Stimmen                                      | Ungültige Stimmen              | Ungültige Stimmen     | 943         | 0,6         | 676          | 0,4          |
| Wähler                                                 | Wähler                         | Wähler                | 155.019     | 84,9        | 155.019      | 84,9         |
| Wahlberechtigte                                        | Wahlberechtigte                | Wahlberechtigte       | 182.679     |             | 182.679      |              |
|                                                        |                                |                       |             |             |              |              |
| Quellen: Die Bundeswahlleiterin, Kandidaten – Ergebnis |                                |                       |             |             |              |              |

### Bundestagswahl 2021
An der Bundestagswahl 2021 nahmen in Niedersachsen 21 Parteien teil. Im Wahlkreis bewarben sich zehn Kandidaten der Parteien sowie ein Einzelbewerber um das Direktmandat. Gewählt wurde Jakob Blankenburg (SPD).
| Direktkandidat         | Partei           | Erststimmen in % | Zweitstimmen in % |
| ---------------------- | ---------------- | ---------------- | ----------------- |
| Eckhard Pols           | CDU              | 24,9             | 21,0              |
| Jakob Blankenburg      | SPD              | 28,2             | 29,9              |
| Edzard Schmidt-Jortzig | FDP              | 6,9              | 9,6               |
| Armin-Paul Hampel      | AfD              | 6,2              | 6,6               |
| Julia Verlinden        | GRÜNE            | 25,1             | 22,1              |
| Thorben Peters         | DIE LINKE        | 3,9              | 4,6               |
| Meike Hilbeck          | Die PARTEI       | 1,6              | 1,1               |
| -                      | Tierschutzpartei | -                | 1,2               |
| Volker Heinecke        | FREIE WÄHLER     | 1,1              | 0,8               |
| -                      | PIRATEN          | -                | 0,3               |
| –                      | NPD              | -                | 0,1               |
| –                      | V-Partei³        | -                | 0,1               |
| –                      | ÖDP              | -                | 0,1               |
| -                      | MLPD             | -                | 0,0               |
| –                      | DKP              | -                | 0,1               |
| Sören Köppen           | dieBasis         | 1,9              | 1,7               |
| –                      | du.              | -                | 0,1               |
| Fronke Gerken          | LKR              | 0,1              | 0,0               |
| -                      | Die Humanisten   |                  | 0,1               |
| –                      | Team Todenhöfer  | -                | 0,1               |
| –                      | Volt             | -                | 0,3               |
| Tristan Großkopf       | Einzelbewerber   | 0,1              | -                 |

### Bundestagswahl 2017
Zur Bundestagswahl am 24. September 2017 wurden 6 Direktkandidaten und 18 Landeslisten zugelassen.
| Direktkandidat         | Partei           | Erststimmen in % | Zweitstimmen in % |
| ---------------------- | ---------------- | ---------------- | ----------------- |
| Eckhard Pols           | CDU              | 33,5             | 31,3              |
| Hiltrud Lotze          | SPD              | 28,1             | 23,5              |
| Julia Verlinden        | GRÜNE            | 14,8             | 13,5              |
| Edzard Schmidt-Jortzig | FDP              | 6,6              | 9,2               |
| Michèl Pauly           | DIE LINKE.       | 8,4              | 9,1               |
| Gunter Runkel          | AfD              | 8,7              | 8,9               |
| –                      | Tierschutzpartei | –                | 1,1               |
| –                      | Die PARTEI       | –                | 1,0               |
| –                      | BGE              | –                | 0,6               |
| –                      | FREIE WÄHLER     | –                | 0,4               |
| –                      | PIRATEN          | –                | 0,3               |
| –                      | NPD              | –                | 0,3               |
| –                      | DiB              | –                | 0,2               |
| –                      | DM               | –                | 0,2               |
| –                      | ÖDP              | –                | 0,2               |
| –                      | V-Partei³        | –                | 0,2               |
| –                      | MLPD             | –                | 0,0               |
| –                      | DKP              | –                | 0,0               |

### Bundestagswahl 2013
Diese fand am 22. September 2013 statt, zugelassen waren 9 Direktkandidaten und 14 Landeslisten.
| Direktkandidat  | Partei           | Erststimmen in % | Zweitstimmen in % |
| --------------- | ---------------- | ---------------- | ----------------- |
| Eckhard Pols    | CDU              | 39,8             | 36,8              |
| Hiltrud Lotze   | SPD              | 33,7             | 29,0              |
| Julia Verlinden | GRÜNE            | 12,0             | 14,3              |
| Johanna Voß     | DIE LINKE.       | 5,9              | 6,9               |
| Michael Recha   | AfD              | 3,7              | 4,4               |
| Tobias Debuch   | FDP              | 1,6              | 4,0               |
| Olaf Forberger  | PIRATEN          | 2,2              | 2,3               |
| Manfred Börm    | NPD              | 0,9              | 0,9               |
| –               | Tierschutzpartei | –                | 0,8               |
| –               | FREIE WÄHLER     | –                | 0,3               |
| Sonni Tonne     | PBC              | 0,2              | 0,1               |
| –               | pro Deutschland  | –                | 0,1               |
| –               | REP              | –                | 0,0               |
| –               | MLPD             | –                | 0,0               |

### Bundestagswahl 2009
Bei der Bundestagswahl 2009 am 27. September 2009 stellten sich im Wahlkreis 38 Lüchow-Dannenberg – Lüneburg zwölf Parteien zur Wahl. Sieben Kandidaten bewarben sich um ein Direktmandat. Der Wahlkreis war in 280 Wahlbezirke eingeteilt. Von den 177.125 wahlberechtigten Bürgern nahmen 131.468 an der Wahl teil. Dies entspricht einer Wahlbeteiligung von 74,2 %. Auf die Direktkandidaten entfielen 129.771, auf die Parteien 130.102 gültige Stimmen. 1,3 % der Erststimmen und 1,0 % der Zweitstimmen waren ungültig. Der direkt gewählte Bundestagsabgeordnete in der 17. Wahlperiode ist Eckhard Pols (CDU).
| Direktkandidat               | Partei           | Erststimmen | Zweitstimmen |
| ---------------------------- | ---------------- | ----------- | ------------ |
| Eckhard Pols                 | CDU              | 33,31 %     | 28,66 %      |
| Hiltrud Lotze                | SPD              | 31,14 %     | 24,84 %      |
| Andreas Meihsies             | Grüne            | 15,14 %     | 18,09 %      |
| Boris Freiherr v. d. Bussche | FDP              | 8,66 %      | 12,55 %      |
| Johanna Voß                  | Die Linke        | 9,20 %      | 10,12 %      |
| –                            | Piraten          | –           | 2,15 %       |
| Horst Gilles                 | RRP              | 1,12 %      | 1,31 %       |
| Christian Berisha            | NPD              | 1,43 %      | 1,23 %       |
| –                            | Tierschutzpartei | –           | 0,77 %       |
| –                            | ödp              | –           | 0,15 %       |
| –                            | DVU              | –           | 0,10 %       |
| –                            | MLPD             | –           | 0,02 %       |

| Bereich                        | Hiltrud Lotze (SPD) | Eckhard Pols (CDU) | Boris Frhr. v. d. Bussche (FDP) | Andreas Meihsies (Grüne) | Johanna Voß (Linke) | Christian Berisha (NPD) | Horst Gilles (RRP) |
| ------------------------------ | ------------------- | ------------------ | ------------------------------- | ------------------------ | ------------------- | ----------------------- | ------------------ |
| Samtgemeinde Elbtalaue         | 31,08 %             | 27,49 %            | 12,69 %                         | 15,40 %                  | 11,32 %             | 1,12 %                  | 0,90 %             |
| Samtgemeinde Gartow            | 27,45 %             | 38,69 %            | 8,28 %                          | 12,59 %                  | 10,89 %             | 0,91 %                  | 1,19 %             |
| Samtgemeinde Lüchow (Wendland) | 30,68 %             | 32,56 %            | 9,31 %                          | 15,15 %                  | 10,23 %             | 1,37 %                  | 0,70 %             |
| Gemeinde Adendorf              | 33,62 %             | 35,34 %            | 8,11 %                          | 14,41 %                  | 6,22 %              | 0,96 %                  | 1,34 %             |
| Samtgemeinde Amelinghausen     | 28,52 %             | 38,63 %            | 9,49 %                          | 13,62 %                  | 6,72 %              | 1,59 %                  | 1,43 %             |
| Amt Neuhaus                    | 21,30 %             | 39,40 %            | 7,92 %                          | 4,75 %                   | 22,74 %             | 3,24 %                  | 0,65 %             |
| Samtgemeinde Bardowick         | 29,64 %             | 37,16 %            | 9,68 %                          | 13,83 %                  | 6,82 %              | 1,85 %                  | 1,03 %             |
| Stadt Bleckede                 | 29,79 %             | 34,82 %            | 9,63 %                          | 11,42 %                  | 10,06 %             | 2,19 %                  | 2,10 %             |
| Samtgemeinde Dahlenburg        | 27,37 %             | 36,27 %            | 10,28 %                         | 14,68 %                  | 8,79 %              | 1,69 %                  | 0,92 %             |
| Samtgemeinde Gellersen         | 30,39 %             | 37,89 %            | 7,96 %                          | 14,56 %                  | 6,68 %              | 1,15 %                  | 1,38 %             |
| Samtgemeinde Ilmenau           | 30,68 %             | 35,74 %            | 8,25 %                          | 13,33 %                  | 8,92 %              | 1,55 %                  | 1,53 %             |
| Hansestadt Lüneburg            | 33,31 %             | 29,99 %            | 6,86 %                          | 18,05 %                  | 9,39 %              | 1,25 %                  | 1,16 %             |
| Samtgemeinde Ostheide          | 31,93 %             | 34,78 %            | 8,58 %                          | 14,47 %                  | 7,68 %              | 1,69 %                  | 0,88 %             |
| Samtgemeinde Scharnebeck       | 30,50 %             | 36,78 %            | 9,19 %                          | 13,10 %                  | 7,89 %              | 1,60 %                  | 0,94 %             |

| Bereich                        | SPD     | CDU     | FDP     | Grüne   | Linke   | NPD    | Tierschutz | MLPD   | DVU    | ödp    | Piraten | RRP    |
| ------------------------------ | ------- | ------- | ------- | ------- | ------- | ------ | ---------- | ------ | ------ | ------ | ------- | ------ |
| Samtgemeinde Elbtalaue         | 23,68 % | 25,87 % | 11,38 % | 21,51 % | 12,55 % | 0,89 % | 0,95 %     | 0,04 % | 0,10 % | 0,14 % | 1,73 %  | 1,14 % |
| Samtgemeinde Gartow            | 22,13 % | 35,08 % | 10,37 % | 16,63 % | 11,52 % | 0,83 % | 0,63 %     | 0,00 % | 0,16 % | 0,08 % | 1,03 %  | 1,54 % |
| Samtgemeinde Lüchow (Wendland) | 22,89 % | 29,72 % | 10,78 % | 20,65 % | 11,40 % | 1,11 % | 0,73 %     | 0,02 % | 0,13 % | 0,21 % | 1,50 %  | 0,86 % |
| Gemeinde Adendorf              | 28,54 % | 29,91 % | 13,60 % | 15,62 % | 6,87 %  | 0,82 % | 0,71 %     | 0,00 % | 0,10 % | 0,13 % | 2,16 %  | 1,55 % |
| Samtgemeinde Amelinghausen     | 24,59 % | 32,99 % | 14,38 % | 14,79 % | 7,20 %  | 1,44 % | 0,97 %     | 0,02 % | 0,14 % | 0,06 % | 1,55 %  | 1,86 % |
| Amt Neuhaus                    | 18,87 % | 34,13 % | 11,47 % | 5,63 %  | 23,41 % | 3,28 % | 0,65 %     | 0,10 % | 0,17 % | 0,10 % | 1,40 %  | 0,78 % |
| Samtgemeinde Bardowick         | 24,96 % | 31,06 % | 15,25 % | 15,07 % | 7,51 %  | 1,56 % | 0,83 %     | 0,01 % | 0,15 % | 0,18 % | 2,08 %  | 1,34 % |
| Stadt Bleckede                 | 26,18 % | 29,29 % | 14,11 % | 13,03 % | 10,59 % | 1,96 % | 1,01 %     | 0,02 % | 0,12 % | 0,12 % | 1,55 %  | 2,03 % |
| Samtgemeinde Dahlenburg        | 23,15 % | 32,38 % | 12,78 % | 16,22 % | 9,74 %  | 1,55 % | 0,83 %     | 0,00 % | 0,14 % | 0,34 % | 1,69 %  | 1,17 % |
| Samtgemeinde Gellersen         | 25,75 % | 30,93 % | 14,00 % | 16,24 % | 7,30 %  | 1,01 % | 0,80 %     | 0,00 % | 0,07 % | 0,14 % | 2,23 %  | 1,51 % |
| Samtgemeinde Ilmenau           | 25,30 % | 29,98 % | 13,52 % | 15,35 % | 9,59 %  | 1,13 % | 0,63 %     | 0,06 % | 0,11 % | 0,08 % | 2,47 %  | 1,78 % |
| Stadt Lüneburg                 | 25,07 % | 25,47 % | 11,37 % | 21,41 % | 10,49 % | 1,04 % | 0,70 %     | 0,02 % | 0,08 % | 0,15 % | 2,87 %  | 1,31 % |
| Samtgemeinde Ostheide          | 26,80 % | 28,77 % | 14,08 % | 16,51 % | 8,40 %  | 1,47 % | 0,81 %     | 0,03 % | 0,08 % | 0,15 % | 1,77 %  | 1,13 % |
| Samtgemeinde Scharnebeck       | 26,21 % | 31,00 % | 14,61 % | 13,91 % | 8,83 %  | 1,46 % | 0,74 %     | 0,02 % | 0,07 % | 0,09 % | 1,97 %  | 1,08 % |

### Bundestagswahl 2005
| Direktkandidat    | Partei     | Erststimmen | Zweitstimmen |
| ----------------- | ---------- | ----------- | ------------ |
| Hedi Wegener      | SPD        | 43,8 %      | 38,6 %       |
| Kurt-Dieter Grill | CDU        | 38,3 %      | 32,6 %       |
| Marianne Tritz    | GRÜNE      | 7,6 %       | 10,9 %       |
| Dennis Domanski   | FDP        | 4,1 %       | 9,7 %        |
| Kurt Herzog       | Die Linke. | 4,7 %       | 5,5 %        |
| Sonstige          | Sonstige   | 1,4 %       | 2,5 %        |

## Belege
Die Informationen zur Bundestagswahl 2009 stammen aus
- Landesbetrieb für Statistik und Kommunikationstechnologie Niedersachsen (Hrsg.): Wahlkreis: 38 - Lüchow-Dannenberg - Lüneburg. In: Vorläufiges Ergebnis der Bundestagswahl am 27. September 2009 in Niedersachsen. Abgerufen am 28. September 2009.
- Wahlkreis 38. LüneCom Kommunikationslösungen, Lüneburg 27. September 2009; abgerufen am 28. September 2009.